# Giōrgos Savvidīs
Giōrgos Savvidīs (in greco: Γιώργος Σαββίδης; Nicosia, 8 febbraio 1961) è un ex calciatore e allenatore di calcio cipriota, di ruolo attaccante.

## Carriera

### Club
Ha militato nella massima serie cipriota con l'Omonia, club con il quale ha vinto 7 campionati, tre coppe nazionali e due supercoppe. È stato capocannoniere del campionato nel 1985. Ha giocato altresì con l'AEK Atene, riuscendo a conquistare, oltre a due titoli di Grecia, anche una coppa di lega e una supercoppa.
Dopo il ritiro, avvenuto nel 1996, ha allenato.

### Nazionale
Tra il 1982 e il 1995 ha giocato 46 partite, segnando anche 2 gol, per la Nazionale cipriota.

## Palmarès

### Giocatore

#### Club
- Campionato cipriota: 7

Omonia: 1980-81, 1981-82, 1982-83, 1983-84, 1984-85, 1986-87, 1992-93
- Coppa di Cipro: 3

Omonia: 1981-82, 1982-83, 1993-94
- Supercoppa di Cipro: 2

Omonia: 1982, 1983
- Campionato greco: 2

AEK Atene: 1988-89, 1991-92
- Coppa di Lega greca: 1

AEK Atene: 1989-90
- Supercoppa di Grecia: 1

AEK Atene: 1989

#### Individuale
- Capocannoniere del campionato cipriota:1

1984-1985